# Saltillo (Tennessee)
Saltillo é uma cidade  localizada no estado norte-americano de Tennessee, no Condado de Hardin.

## Demografia
Segundo o censo norte-americano de 2000, a sua população era de 342 habitantes.
Em 2006, foi estimada uma população de 348, um aumento de 6 (1.8%).

## Geografia
De acordo com o United States Census Bureau tem uma área de
2,3 km², dos quais 2,3 km² cobertos por terra e 0,0 km² cobertos por água.

## Localidades na vizinhança
O diagrama seguinte representa as localidades num raio de 20 km ao redor de Saltillo.